# Nebela tincta
Nebela tincta ist eine Schalenamöbe aus der Gattung Nebela. Sie wird im Deutschen auch als Taschen-Schalenamöbe bezeichnet. Die Art kommt in nassen bis trockenen Moosen und Torfmoosen vor. Sie ist kosmopolitisch verbreitet.

## Merkmale
Nebela tincta ist 75 bis 95 Mikrometer groß. Das Gehäuse ist gelblich gefärbt, sehr durchsichtig und recht platt. Die Schüppchen sind alle rund. Die Schalenöffnung ist oval und wirkt abgeschnitten gerade.

## Belege